# (1771) Маковер
(1771) Маковер (лат. Makover) — типичный астероид главного пояса, открыт 24 января 1968 года советским астрономом Людмилой Черных в Крымской астрофизической обсерватории и 25 сентября 1971 года назван в честь советского астронома Самуила Маковера.

## Обнаружение и именование
(1771) Маковер
Открыт 24 января 1968 года в Научном Л. И. Черных.
Назван в честь покойного Самуила Гдальевича Маковера, учёного в ИТА с 1946 года. Он тщательно изучал орбиту кометы Энке-Баклунда и был пионером в использовании электронных калькуляторов для вычисления планетарных возмущений и улучшения орбиты. В 1963 году стал заведующим отделом малых планет и комет, а также редактором ежегодного сборника эфемерид малых планет. Был вице-президентом Комиссии 20 МАС (1964—67).
Оригинальный текст (англ.)1771 Makover
Discovered 1968-01-24 by Chernykh, L. at Nauchnyj.
Named in honor of the late Samuel Gdalevich Makover, scientists in the I.T.A. since 1946. He studied extensively the orbit of comet Encke-Backlund, and he was a pioneer in the use of electronic calculators for computing planetary perturbations and orbit improvements. In 1963 he became head of the department of minor planets and comets, and editor of the annual volume of minor planet ephemerides. He was Vice President of Comm. 20, I.A.U. (1964—67). 
Источники: DISCOVERY.DB; M.P.C. 3185.

## Орбита

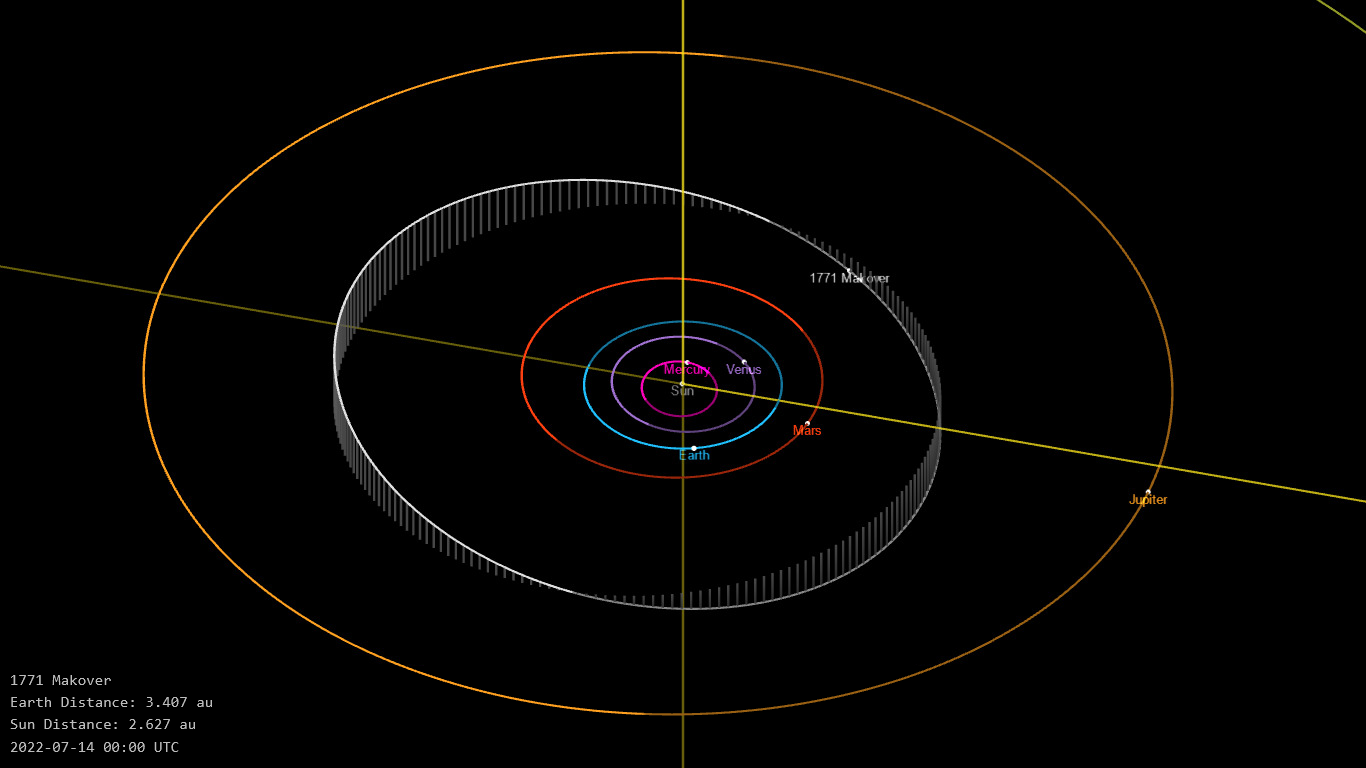
Орбита астероида Маковер и его положение в Солнечной системе

## Физические характеристики
По результатам наблюдений системы телескопов панорамного обзора и быстрого реагирования Pan-STARRS таксономическому классу C.
По результатам наблюдений в инфракрасном диапазоне орбитальной обсерватории IRAS и спутника Akari и наблюдений в видимом и ближнем инфракрасном диапазоне космического телескопа NEOWISE диаметр астероида сначала оценивался равным 56,72±1,2 км, позже — 51,202±0,294 км, 44,70±0,75 км, 63,59±19,06 км, 60,72±17,13 км, 43,09±12,01 км, 61,831±16,41 км, 46,886±0,293 км, 59,06±16,43 км. Согласно тем же источникам альбедо оценивается как 0,0501±0,002, 0,0614±0,0097, 0,083±0,003, 0,025±0,019, 0,03±0,02, 0,06±0,05, 0,0306±0,0236, 0,072±0,008 и 0,030±0,024.